# Mattia Zaccagni
Mattia Zaccagni (* 16. Juni 1995 in Cesena) ist ein italienischer Fußballspieler. Der Flügelstürmer steht in Diensten von Lazio Rom und ist Nationalspieler.

## Karriere

### Verein
Vom AC Bellaria Igea Marina wurde Zaccagni im August 2013 an die U19 der Hellas Verona verliehen, nach knapp einem halben Jahr wurde er von Verona fest verpflichtet. Nachdem er zur Spielzeit 2014/15 in den Kader der ersten Mannschaft aufgerückt war, wurde er für den Verlauf der Saison an den FC Venedig verliehen. Nach einigen Spielen in der Serie C kehrte er zur Folgesaison nach Verona zurück und kam in der Hinrunde der Saison 2015/16 am 23. September 2015 zu seinem Serie-A-Debüt, als er bei einer 0:1-Niederlage gegen Inter Mailand in der 75. Minute für Jacopo Sala eingewechselt wurde. Ende Januar 2016 wurde er für den Rest der Saison an die AS Cittadella verliehen und kam in der Lega Pro zu einigen Einsätzen.
Bei seiner Rückkehr zu Verona war Verona gerade in die Serie B abgestiegen. Zaccagni setzte sich als Stammspieler durch und stieg mit Verona direkt wieder auf. Nach einer nicht nur für ihn bitteren Saison, in der er aufgrund einer Bänderentzündung im Knie ab November 2017 für den Rest der Saison 2017/18 ausfiel, stieg seine Mannschaft direkt wieder ab. Auch diesmal blieb er Verona treu und machte diesmal in der Serie B nicht nur durch konstante Einsätze, sondern auch mit insgesamt drei Saisontoren von sich reden. Schlussendlich bekam er in der Serie A Saison 2019/20 erstmals die Möglichkeit, komplett eine Saison durchspielen zu können und machte nebst seiner zwei Tore auch mit neun Vorlagen auf sich aufmerksam.
Im August 2021 sicherte sich Lazio Rom per Leihe seine Dienste als Spieler. Zwar verletzte er sich zum Start der Spielzeit 2021/22 mehrfach, konnte aber ab November 2021 sein Können zeigen, erzielte in der Liga vier Tore und gab sechs Assists. Auch in der Europa League kam er zu Einsätzen und erzielte in der Zwischenrunde bei der 1:2-Hinspielniederlage gegen den FC Porto den einzigen Treffer seiner Mannschaft in dieser Partie. Lazio zog anschließend die Kaufoption und verpflichtete ihn zur Saison 2022/23 fest.

### Nationalmannschaft
Nachdem Zaccagni nie in einer U-Nationalmannschaft gespielt hatte, bekam er im März 2022 seine erste Nominierung für die italienische A-Nationalmannschaft. Bei einem 3:2-Freundschaftsspielsieg über die Türkei am 29. März 2022 kam er, per Einwechslung zur zweiten Halbzeit für Nicolò Zaniolo, zu seinem Länderspieldebüt. Im September 2023 kam er bei zwei Spielen der Qualifikation für die Europameisterschaft 2024 erneut zum Einsatz.
Bei der Europameisterschaft 2024 schoss er im letzten Gruppenspiel gegen Kroatien seine Mannschaft in der achten Minute der Nachspielzeit ins Achtelfinale. Es war sein erstes Tor im Nationaltrikot.